# Соколов, Михаил Анисимович
Михаил Анисимович Соко́лов (12 января 1925, Новоостанково — 14 января 2003, Уфа) — командир взвода 416-го стрелкового полка 112-й стрелковой дивизии 13-й армии 1-го Украинского фронта, лейтенант, Герой Советского Союза. Заслуженный агроном Башкирской АССР.

## Биография
Михаил Анисимович Соколов родился в деревне Новоостанково (ныне — Бакалинского района Башкирии) в крестьянской семье. Русский. Член ВКП(б)/КПСС с 1951 года.
Окончил 6 классов школы в селе Васильевка Шаранского района Башкирской АССР. Работал в колхозе «Красный боец» Бакалинского района.
В Красную Армию призван 8 января 1943 года Бакалинским райвоенкоматом Башкирской АССР. В действующей армии с февраля 1943 года.
Окончил курсы младших лейтенантов. Лейтенант Михаил Соколов отличился 27 января 1945 года у местечка Домбзен (ныне Domaszków, гмина Волув, Волувский повят, Нижнесилезское воеводство, Польша). 10 апреля 1945 года лейтенанту Соколову Михаилу Анисимовичу присвоено звание Героя Советского Союза.
После войны старший лейтенант М. А. Соколов — в запасе. Вернулся в Бакалинский район Башкирии. Работал учителем физкультуры в Новогусевской начальной школе, в колхозе «Красный боец».
В 1957 году окончил Башкирский сельскохозяйственный институт. Работал агрономом в Уфимском и Бакалинском районах, до 1980 года — старшим агрономом-инспектором Башгоссельмининспекции в городе Уфе.
Скончался 14 января 2003 года. Похоронен на Северном кладбище в Уфе. Заслуженный агроном Башкирской АССР.

## Подвиг
«Командир взвода 2-го стрелкового батальона 416-го стрелкового полка (112-я стрелковая дивизия, 13-я армия, 1-й Украинский фронт) комсомолец лейтенант Михаил Соколов, преследуя отходящего противника, 27 января 1945 года со своим взводом переправился через реку Одер у местечка Домбзен, что южнее польского города Сьцинава. Участвовал в отражении многочисленных вражеских атак и удержал рубеж до подхода подкрепления».
Указом Президиума Верховного Совета СССР от 10 апреля 1945 года за образцовое выполнение боевых заданий командования и проявленные при этом геройство и мужество лейтенанту Соколову Михаилу Анисимовичу присвоено звание Героя Советского Союза с вручением ордена Ленина и медали «Золотая Звезда» (№ 6668).

## Награды
- Медаль «Золотая Звезда» Героя Советского Союза (10.04.1945)[1][2];
- орден Ленина (10.04.1945);
- орден Октябрьской Революции;
- орден Отечественной войны 1-й степени;
- орден Отечественной войны 2-й степени;
- медаль «За отвагу» (06.11.1947)[4];
- медали.

## Память
Именем Героя названа улица в селе Бакалы.